# ماركو غراسي (لاعب كرة قدم)
ماركو غراسي (8 أغسطس 1968 في كياسو) لاعب كرة قدم سويسري معتزل كان يجيد اللعب في مركز المهاجم وحاليا فهو رئيس نادي الدرجة الأولى السويسري كياسو .
على المستوى الدولي شارك مع منتخب سويسرا في 31 مباراة مسجلا 3 أهداف . شارك في بطولة كأس العالم لكرة القدم 1994 التي أقيمت في الولايات المتحدة ولعب مباراة واحدة بديلا في الدقيقة 82 في المباراة الثالثة أمام منتخب كولومبيا كذلك شارك في بطولة كأس الأمم الأوروبية لكرة القدم 1996 التي أقيمت في إنجلترا ولعب في أول مباراتين أمام منتخبي إنجلترا وهولندا أساسيا .

## روابط خارجية
- ماركو غراسي على موقع الاتحاد الدولي (مؤرشف)  (الإنجليزية)
- ماركو غراسي على موقع قاعدة بيانات كرة القدم.إي يو (الإنجليزية)
- ماركو غراسي على موقع ناشيونال فوتبول تيمز (الإنجليزية)
- ماركو غراسي على موقع عالم كرة القدم.نت (الإنجليزية)